# ファイアーエムブレム 新・紋章の謎 〜光と影の英雄〜
『ファイアーエムブレム 新・紋章の謎 〜光と影の英雄〜』（ファイアーエムブレム しん・もんしょうのなぞ ひかりとかげのえいゆう、FIRE EMBLEM New Mystery of The Emblem）は2010年7月15日に任天堂からニンテンドーDS向けに発売されたシミュレーションRPG。
ファイアーエムブレムシリーズ第12作（パッケージとして発売されたものに限る）で、1994年に発売されたシリーズ第3作『ファイアーエムブレム 紋章の謎』のうち第2部（英雄戦争編、副題「紋章の謎」）のリニューアル作品。1997年にサテラビューで配信された『BSファイアーエムブレム アカネイア戦記編』のマップとシナリオをリニューアルしたものも収録されている。
なお、本項では以下、必要に応じて、旧作は『紋章の謎』、本作は『新・紋章の謎』、前作『ファイアーエムブレム 新・暗黒竜と光の剣』は『新・暗黒竜』の略記を用いる。

## ストーリー
アカネイア暦605年、アリティア王子マルスやオレルアン王弟ハーディンらの活躍により暗黒竜メディウスは倒され、暗黒戦争が終結した。
それから1年後、アリティアでは一人の若者が先の戦争の英雄であるマルスの騎士となるべくアリティア城を訪れていた。
アカネイアでは、同じく先の戦争の英雄ハーディンが同国の第24代国王となるべくニーナ王女に迎えられた。

## ゲームシステム

### 『紋章の謎』から追加される要素
プロローグ
『新・暗黒竜』と同様の序章があり、後述のマイユニットがマルスの近衛騎士となるまでの経緯が描写される。
またここではカタリナという軍師見習い新キャラクターが登場する。
マイユニット
プレイヤーキャラクター/アバター。マルスの近衛騎士として登場し、もう一人の主人公と位置づけられている。
設定としては、アリティア王国で騎士志願した若者で、プロローグで入団試験を突破することになる。
名前・性別・容姿・兵種（初期クラス）・プロフィールが選択可能。デフォルト名はクリス (Kris)。マイユニットが死亡した場合、マルスが死亡した場合と同様ゲームオーバーになる。
特定の条件を満たした状態で登場するサイドストーリー分岐に少なからず関わりや影響を持つ。
前身は『ファイアーエムブレム 烈火の剣』の軍師システムであり、純粋な当該システムとしては後の『ファイアーエムブレム 覚醒』『ファイアーエムブレムif』に採用された。
カジュアルモード
仲間キャラクターのユニットが戦闘不能となっても喪失せず、次のマップにて復帰し再び使用可能になるモード。対して、ユニットが戦闘不能となった場合、キャラクターの戦死扱いになる従来のモードは「クラシックモード」とよばれる。
戦績評価
本作より『ファイアーエムブレム 聖魔の光石』以降廃止されていた戦績評価が復活した。本編だけでなく、後述の新・アカネイア戦記やダウンロードコンテンツでも評価される。
カジュアルモードでユニットが戦闘不能になっても、生存評価に影響する。
新・アカネイア戦記
暗黒戦争の前史である『アカネイア戦記編』のリメイク版が『新・アカネイア戦記』として収録されている。
人物相関図
物語の背景や登場人物の相関関係のガイドとして、人物相関図を参照できる機能が追加される。
みんなの様子
出撃準備画面で選択できるコマンドで、自軍ユニットがランダムで「アイテムを拾う」「経験値がアップする」「ステータス2つがその章だけ上昇」のどれかを行う。
DS内の時計と連動した時間ゲージが設定されており、ゲージが満タンのときは4-5ユニットが上記の行動をするが、1度コマンドを実行するとゲージが空になり、ユニットの独り言が聞けるだけになる。ゲージは時間経過により4分の1ずつ溜まっていき、溜まり具合により実行ユニット数が増える。
拾うアイテムはこのコマンド専用で「とんぼとり」「ヌルファイアー」「フライパン」といったネタアイテムが大半だが、主要キャラの名前を冠した武器の他「ガラスの槍」「特効薬」といった強力なアイテムもある。

### 『新・暗黒竜』から継承・追加・変更される要素
キャラクター、外伝マップ
『新・暗黒竜』で外伝マップにのみ登場したキャラクターは、本作でも引き続き登場。また『新・紋章の謎』の新キャラクターも、外伝マップで登場する。
外伝は前作のように部隊の死亡者数が一定数に達する必要はなく、一定以内のターン数でクリアまたは章毎に別々の条件を満たせば進出となる。; クラス
クラスは『新・暗黒竜』で登場したものがそのまま引き継がれている。また、敵専用ユニットとして、村を破壊する蛮族が加わったほか、メディウス専用クラスであった地竜が、通常の敵としても現れる。
難易度
難易度は「ノーマル」「ハード」「マニアック」「ルナティック」の４つとなった。ルナティックモードをクリアすると、それよりもさらに難しい「ルナティック’」が出現する。
上述のカジュアルモード・クラシックモードの設定は、難易度設定の後に個別で行われる。
武器の三すくみ
『新・暗黒竜』を含む『聖戦の系譜』以降のシリーズ作品に導入されている、武器の3すくみは本作にも導入される。詳細は、ファイアーエムブレム#戦闘を参照。
兵種変更
『新・暗黒竜』同様、下位クラスから上位クラスへのクラスチェンジと別にユニットの兵種変更が可能である。兵種内容、兵種ごとの登録可能ユニット数に上限がある点も同様だが、『新・暗黒竜』との違いは、女性ユニットがソシアルナイト、ジェネラル（クラスチェンジ後）にも変更可能になり、制約が緩和されたことである。また高い難易度で本編をクリアすると、男性ユニットでも通常では変更できなかった兵種に変更できるなど兵種制限が解除され、自由に編成可能になる。
マップポイントセーブ
『新・暗黒竜』同様、マップ中に途中セーブができるセーブポイントが登場する。
通信対戦
『新・暗黒竜』と同様の、DSワイヤレス通信またはニンテンドーWi-Fiコネクションを利用した対戦が『新・紋章の謎』にも実装される。
レンタルユニット
『新・暗黒竜』と同様のレンタルユニットシステムがあるが、ユニットを借りた側はレンタル使用ユニットと同名のユニットを同時に使用することはできない。
オンラインショップ
『新・暗黒竜』同様の、ニンテンドーWi-Fiコネクションを利用した、作中通貨によりアイテムの購入ができるオンラインショップが登場する。購入できるアイテムが日替わりである点も『新・暗黒竜』と同様である。
追加コンテンツ配信
ニンテンドーWi-Fiコネクションを利用した追加コンテンツ（追加ボーナス）として、新規シナリオと特殊アイテムが各3種ずつ配信されている。
その他
『新・暗黒竜』では、敵ターンを完全にスキップしたとき、たとえ味方が死亡しても主人公以外ではスキップされて気がつかないまま進めてしまう危険性があったが、本作では主人公以外のキャラが死亡するとスキップが中断されるようになった。

## 評価
初回出荷本数は136367本だった。